# Vincent Lingiari
Vincent Lingiari (1908 - 21 janvier 1988) était un Aborigène australien, militant des droits des Autochtones qui a été fait membre de l'Ordre d'Australie pour services rendus à la population indigène. Lingiari était membre du peuple Gurindji. Dans sa jeunesse, il travailla dans un élevage de bovins à Wave Hill. Il fut élu chef des communautés Gurundji en août 1966. 

## La grève de Wave Hill
La ferme d'élevage de bovins de Wave Hill est située à environ 600 km au sud de Darwin dans le Territoire du Nord. Dès la fin du XIXe siècle, elle a été exploitée par une société britannique, la Vestey Foods qui employait des autochtones de la région, les Gurindji, pour travailler sur ses terres mais les conditions de travail étaient extrêmement mauvaises et les salaires étaient très bas comparés à ceux des employés non autochtones. 
En 1966, Lingiari qui avait travaillé à Wave Hill et était récemment rentré d'hospitalisation à Darwin dirigea une marche d'employés autochtones de Wave Hill pour protester contre les conditions de travail et de rémunération. 
Bien qu'il y ait eu des plaintes d'employés autochtones au sujet des conditions à Wave Hill depuis de nombreuses années, dont une enquête au cours des années 1930 qui critiqua les pratiques d'emploi de Vestey, le défilé cherchait à atteindre une cible beaucoup plus large que cette seule exploitation. Avant 1968, il était illégal de payer un travailleur indigène plus d'un certain montant en biens et en argent. Dans de nombreux cas, les prestations gouvernementales auxquelles les employés autochtones avaient droit étaient versées sur les comptes des sociétés  plutôt qu'aux individus eux-mêmes. 
Les manifestants créèrent le campement de Wattie Creek et exigèrent la récupération de certaines de leurs terres traditionnelles. Ainsi commença une lutte de huit ans du peuple Gurindji pour obtenir le restitution de ses terres. 

## LaLand Rights Actet la restitution
La grève de Wave Hill finira par remodeler les relations entre les Aborigènes et le reste de la communauté australienne. Bien qu'au départ elle ne fut qu'un signe de protestation d'employés locaux, elle devint vite un problème majeur du gouvernement fédéral lorsque le peuple Gurindji exigea la restitution de ses terres traditionnelles. 
La grève dura 8 ans. Pendant tout ce temps, le soutien aux Autochtones augmenta et la lutte s'intensifia. La protestation aboutit à la loi sur les droits à la terre du Territoire du Nord, de 1976 (Commonwealth Land Rights Act (Northern Territory), 1976). Cette loi conférait aux indigènes la pleine propriété de leurs terres traditionnelles du Territoire du Nord et, fait important, leur accordait le droit de veto sur l'exploitation minière et la mise en valeur de ces terres. 
Un événement important et symbolique dans l'histoire australienne eut lieu lorsque, au cours d'une émouvante cérémonie en 1975, le Premier ministre Gough Whitlam versa du sable local entre les mains de Vincent Lingiari et remit l'exploitation de Wave Hill au peuple Gurindji. 

## Héritage
Vincent Lingiari est décédé le 21 janvier 1988. Chaque année, jusqu'à sa mort, il a fréquenté le défilé annuel commémorant la promulgation de la loi. 
Vincent Lingiari était un chef Gurindji titulaire de l'autorité culturelle de son peuple.
Son combat pour les droits de son peuple - la restitution de la propriété de leurs terres et la liberté d'exercer leur droit, leur culture et leur langue - a fait de lui une figure nationale. 
Vincent Lingiari a dû faire face aux vastes forces économiques et politiques qui étaient déployées contre lui et son peuple. Ce faisant, il a remporté une victoire qui est l'une des réalisations les plus remarquables dans l'histoire de la lutte pour la reconnaissance des droits des populations autochtones. 
Une des plus grandes circonscriptions électorales d'Australie porte son nom. La circonscription de Lingiari couvre la quasi-totalité du Territoire du Nord ainsi que l'île Christmas et les îles Cocos. 
L'histoire de Vincent Lingiari a été célébrée dans la chanson From Little Things Big Things Grow écrite par Paul Kelly et le musicien aborigène Kev Carmody et enregistrée par Kelly en 1991.